# Ziama Mansouriah
Ziama Mansouriah (em árabe: زيامة منصورية) é uma cidade e comuna localizada na província de Jijel, Argélia. Segundo o censo de 2008, a população total da cidade era de 12 642 habitantes.